# Операция «Татар»
«Операция „Татар“» (монг. Татар ажиллагаа) — монгольская криминальная комедия режиссёра Б. Баатара, снятая в 2010 году при российском участии. В главной роли снялся солист группы «Премьер-министр» Амархуу Борхуу, в одной из эпизодических — Дмитрий Певцов. В марте 2011 года фильм вышел в российский прокат, где он стал первым фильмом производства Монголии за последние несколько десятилетий.

## Сюжет
Обычный монгольский банковский служащий Тайвна (Б. Амархуу) обнаруживает, что руководство его банка «Өрнө Дорно», замешано в преступных махинациях. В результате его увольняют, но он не может сразу рассказать об этом своей жене с больной дочкой на руках, и проводит время в поисках работы, а также в компании своего старого школьного знакомого Тулгу (Г. Эрдэнэбилэг), бывшего полицейского, увлечённого детективами, боевиками и приключенческими фильмами. Вдруг здоровье дочери резко ухудшается, и Тайвна, нуждающийся в большой сумме денег для её лечения, решает ограбить свой собственный банк, воспользовавшись детской книжкой об ограблениях, показанной ему Тулгой. Название для собственной операции — «Татар» — он со своими друзьями Тулгой, Гялбой (Д. Батсух) и Колей (Э. Батху) выбирает, помня о том, что в своё время татары были грозным племенем, «налетавшим, словно ветер».

## Актёры
В фильме снимались российский певец, Заслуженный артист Бурятии Б. Амархуу, актёры улан-баторского Драматического театра, Заслуженные работники культуры Г. Эрдэнэбилэг, Э. Батху и Н. Отгонбат, солист монгольской поп-группы «Номин талст» Д. Батсух, народный артист России Дмитрий Певцов, Ч. Ундрал, чемпион мира по кикбоксингу Ц. Амарбаясгалан, топ-модель Э. Одгэрэл, Б. Хулан.
- Борхуу Амархуу —  Тайвна
- Ганболдын Эрдэнэбилэг — Тулга
- Дагважамцын Батсух — Гялба
- Энхтайваны Батху — Коля
- Дмитрий Певцов — антиквар
- Цогтын Амарбаясгалан — охранник

## Съёмки
Идея снять комедийный боевик в духе Тарантино принадлежала монгольской творческой группе «Hero Entertainment», создавшей имевшее широкий успех в Монголии продолжение местной молодёжной мелодрамы 1985 года «Я тебя люблю». Сопродюсером фильма стал руководитель иркутской телекомпании «АИСТ» Амгалан Базархандаев, а на главную роль был выбран уроженец Монголии, солист российской поп-группы «Премьер-министр» Амархуу Борхуу. Постановкой пиротехнических эффектов занимался германский специалист Л. Фолькер, готовивший спецэффекты в фильме «Матрица». Съёмки фильма происходили в Улан-Баторе, Улан-Удэ и Иркутске и заняли всего 2 месяца. Музыку к фильму записали монгольские группы «Нэгүн» и «Sound of Kiss»; заглавную песню фильма «Я верю тебе» (монг. Би чамдаа итгэдэг) исполнили Б. Амархуу и Д. Батсух. До премьеры фильма его создатели распространяли информацию о том, что это будет прежде всего боевик, а не комедия; в подобном духе был выдержан и трейлер фильма.
После монгольской премьеры 10 октября 2010 года в столичном кинотеатре «Урга» картина была показана в рамках программы Дней монгольского кино в Москве 16 ноября. 15 марта 2011 года премьера прошла в Улан-Удэ, 17 марта — в Иркутске. 20 апреля фильм был показан в рамках программы XIII Международного кинофестиваля «DetectiveFEST» в Москве.